# قبوستان، باکو
قبوستان (به ترکی آذربایجانی: Qobustan) یک منطقهٔ مسکونی در جمهوری آذربایجان است که در باکو واقع شده‌است. قبوستان ۱۴٬۴۷۰ نفر جمعیت دارد.

## نگارخانه

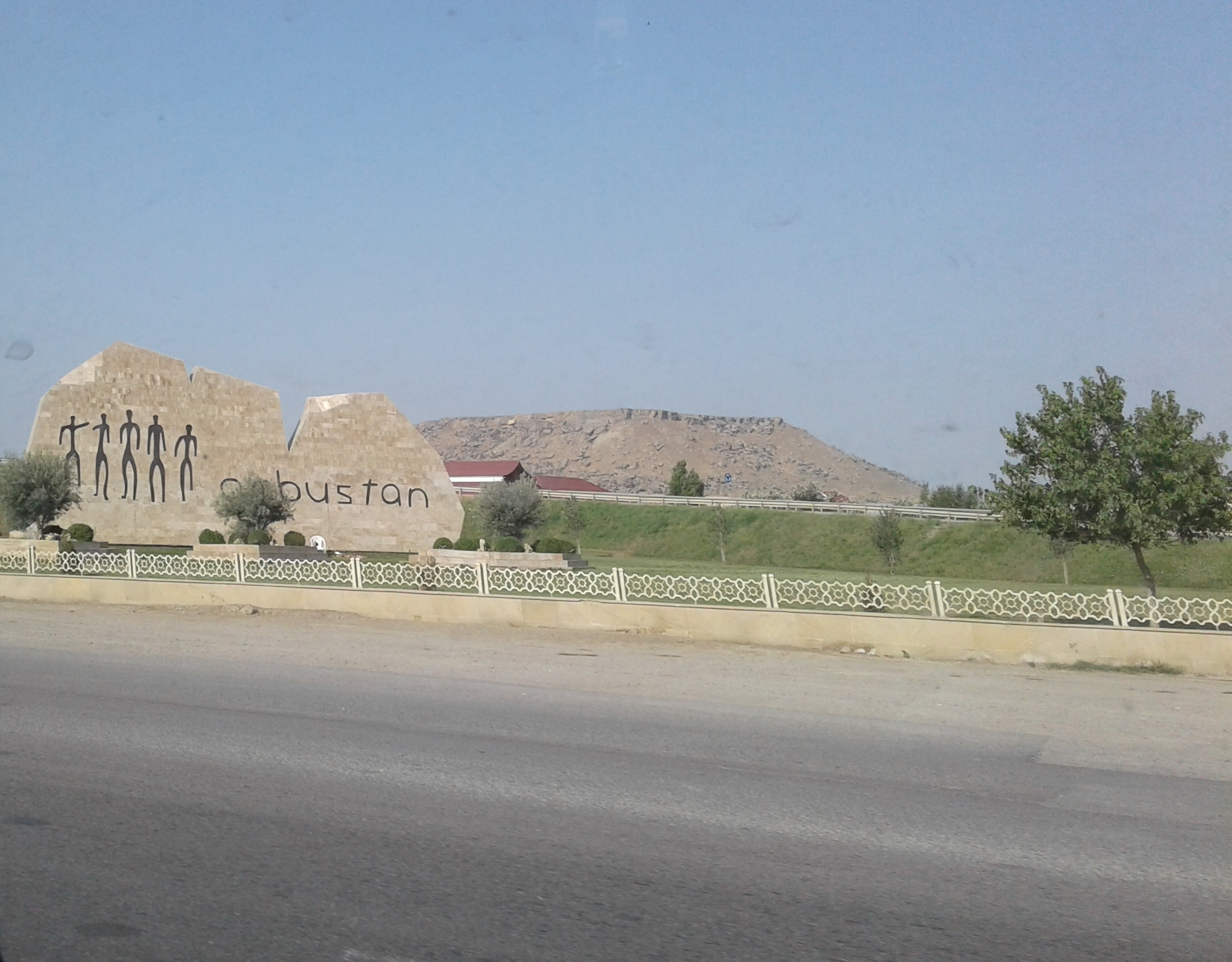
ورودی قبوستان